# 布尔内勒
布尔内勒（法語：Bournel，法語發音：[buʁnɛl]）是法国洛特-加龙省的一个市镇，属于洛特河畔新城区。

## 地理
布尔内勒（44°37'12"N, 0°40'15"E）面积14.7 平方千米，位于法国新阿基坦大区洛特-加龍省，该省份为法国西南部内陆省份，北起多爾多涅省，西接吉倫特省和朗德省，南至热尔省，东临塔恩-加龙省和洛特省。
与布尔内勒接壤的市镇（或旧市镇、城区）包括：蒙托、杜德拉克、费朗萨克、马济耶尔-纳雷斯、维勒雷阿勒。

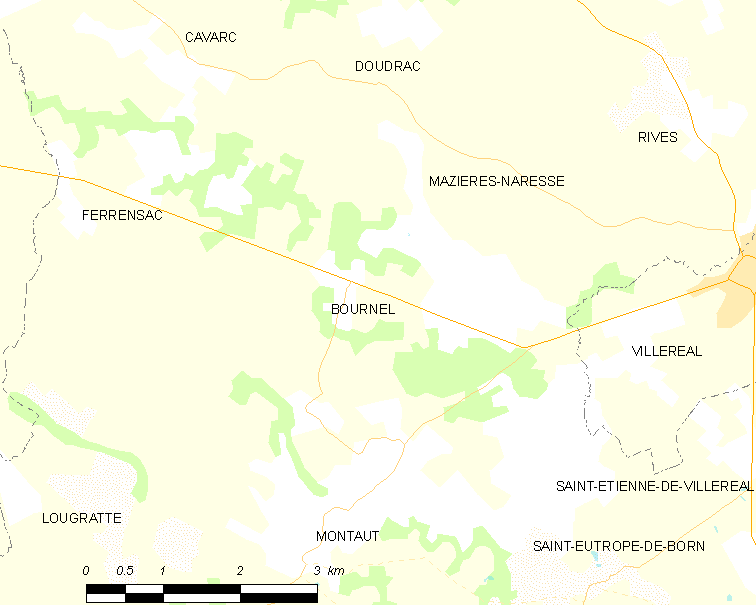
布尔内勒的OSM定位图

布尔内勒的时区为UTC+01:00、UTC+02:00（夏令时）。

## 行政
布尔内勒的邮政编码为47210，INSEE市镇编码为47037。

## 政治
布尔内勒所属的省级选区为上阿日奈-佩里戈尔县。

## 人口

1962-2008年间布尔内勒人口变化图示

布尔内勒于2022年1月1日时的人口数量为252人。